# Tolmera sordida
Tolmera sordida är en fjärilsart som beskrevs av W. Warren 1907. Tolmera sordida ingår i släktet Tolmera och familjen mätare. Inga underarter finns listade i Catalogue of Life.